# Sestetto
In musica, il sestetto è un complesso musicale di sei esecutori o una composizione musicale per tale organico. Per identificare il titolo originale di alcuni lavori per sestetto si mutuano espressioni straniere come Sextett dal tedesco, sextuor dal francese e sextet dall'inglese.

## Musica colta
Molte composizioni prendono il nome dal numero degli esecutori previsti, come "Sextet" di Steve Reich, scritto per sei percussionisti.

## Popular music
Nel jazz un settetto è un qualsiasi complesso di sei strumenti, dove sono solitamente compresi batteria, contrabbasso, basso elettrico e pianoforte insieme a strumenti scelti fra chitarra, tromba, sassofono, clarinetto e trombone.
Nell'heavy metal e nel rock, un sestetto tipico è composto da un lead vocalist, due chitarristi, un bassista, un batterista e un tastierista.